# Baptista Caetano d’Almeida
Baptista Caetano d'Almeida (Arraial de Camanducaia, termo da Vila de São João del-Rei, 3 de maio de 1797 - São João del-Rei, 1839) foi político e fundador da 1ª Biblioteca Pública de Minas Gerais, que existe até hoje e leva seu nome.
Foi proprietário do periódico Astro de Minas. Irmão mais velho, guardião e orientador do empresário e empreendedor brasileiro, Caetano José Furquim de Almeida. Foi deputado da Assembleia Legislativa pelo Partido Liberal no período de 1830-1838. Eleito para um segundo mandato, morreu antes de tomar posse, em 1839, em São João del-Rei, aos 42 anos de idade, vitima de tuberculose (tísica), doença que abreviou a sua atuação no cenário político daquela vila, deixando entretanto, marcas significativas de sua trajetória na história da cidade. Está enterrado no Cemitério da Ordem Terceira de Nossa Senhora do Carmo, da qual era membro.